# Sacha Nacht
Sacha Emanoël Nacht (n. 23 septembrie 1901, Bacău, România – d. 25 august 1977, Paris, Île-de-France, Franța) a fost un psihiatru și psihanalist francez, evreu originar din România.
A îndeplinit funcția de președinte al Societății psihanalitice din Paris.

## Biografie

### Copilăria și tinerețea în România
Sacha sau Sașa Emanoel Nacht s-a născut în anul 1901 la Răcăciuni, în Județul Bacău, în Regatul României, ca fiu al lui Samuel Nacht și Cecilia Nacht, născută Bril. Mama sa iubea literatura franceză și spera ca fiul ei să devina medic. Încă bunicul din partea tatălui se convertise la creștinism, dar familia, inclusiv Sacha Nacht, devenit ulterior ateu, și-a păstrat conștiința identitătii evreiești. Tatăl s-a ruinat economic după ce un incendiu i-a distrus fabrica de cherestea. Familia s-a mutat in cele din urmă în periferia Bucureștiului. După studii liceale, Nacht s-a înscris la studii de medicină la Universitatea din București, dar a întrerupt după un an, din cauza dificultăților făcute evreilor de a învăța acolo în acea perioadă. În cele din urmă la 18 ani în 1919 a emigrat în Franța.

### Studiile și perfecționarea în Franta și Austria
Acolo și-a reluat studiile, terminându-le cu o teză în domeniul neurologiei - „Contributions à l'étude de l'anatomie pathologique des myelites syphilitiques en général et de leurs formes progressives en particulier” (Contribuții la studiul  anatomiei patologice a mielitelor sifilitice în general și a formelor lor progresive în particular),(1926) sub îndrumarea profesorului Charles Foix. 
În 1926 el a reușit la concursul de internat pentru "azilele psihiatrice" și a fost primit ca intern la Spitalul psihiatric Sainte Anne din Paris, în secția profesorului Henri Claude. În această clinică i-a fost trezit interesul și pentru psihanaliză. Se spune ca a fost impresionat în mod deosebit în vremea aceea și de piesa dramaturgului simbolist  Henri-René Lenormand „Le Mangeur de rêves” (Mâncătorul de vise) inspirată de psihanaliză și care s-a bucurat de mare succes la Paris în anul 1922. 
A fost analizat vreme de aproape trei ani de Rudolf Löwenstein. Apoi a plecat la Viena unde a fost analizat în iulie-septembrie 1926 de către Freud, la recomandarea lui Marie Bonaparte. Se pare că din cauza dificultății de înțelege germana lui Nacht, Freud l-a trimis să-și continue analiza la Heinz Hartmann, mai întâi la Viena, și apoi la Paris, după stabilirea lui Hartmann în Franța.

### Psihanalist
În 1927 Nacht a fost invitat la o conferință de psihanaliști despre schizofrenie, iar la 17 ianuarie 1928 a fost primit ca membru în Societatea psihanalitică din Paris, devenind membru deplin la 21 octombrie1929. 
În acea vreme numarul membrilor Societății psihanalitice franceze era foarte mic: în 1926 erau 11 - Eugénie Sokolnicka, René Laforgue, Édouard Pichon, René Allendi, poetul Frédéric Parcheminier, Adrien Borel, Angelo Hesnard, apoi Rudolf Loewinstein, Marie Bonaparte și elvețienii Raymond de Saussure și Charles Odier.
Din anul 1931 a lucrat la Laboratorul de psihoterapie și psihanaliză din cadrul serviciului lui Henri Claude, și va deveni mai târziu directorul acestui laborator.În anul 1933 a promovat concursul de „medici de aziluri”, fără ca să ocupe vreodată un post de șef de sectie spitalicească.
În 1938 Nacht a prezentat la al IV-lea Congres al psihanaliștilor francofoni raportul care l-a făcut cunoscut despre masochism:Le Masochisme. Étude historique, clinique, psychogénique et thérapeutique.
În timpul celui de-al Doilea Război Mondial , a fost îndepărtat, ca evreu, din clinică și viața sa a fost pusă în primejdie.
Începând din noiembrie 1942 s-a alăturat rețelei Brick din mișcarea de rezistență, în cadrul „Forțelor franceze combatante.”  Aflat în permanentă amenințare din partea „Miliției franceze” pro-naziste, s-a refugiat în departamentul Var. În timpul campaniei de eliberare a Franței de sub naziști  a primit gradul de medic-căpitan.    

În 1947 Nacht i-a urmat lui John Leuba la conducerea Societății psihanalitice din Paris. El a colaborat cu Jacques Lacan, care a fost al doilea raportor la a XI-a conferință a psihanaliștilor francofoni de la Bruxelles în anul 1948 și unde el însuși a prezentat textul intitulat „Manifestările clinice ale agresivității și rolul lor în tratamentul psihanalitic”. A mai colaborat în anul 1955 cu Serge Lebovici cu care a prezentat lucrarea  "Indicațiile și contra-indicațiile curei psihanalitice",  în 1956 cu René Diatkine și Jean Favreau, la textul „Eul în relația perversă”, în 1958 cu Paul-Claude Racamier -la raportul „Teorie psihanalitică a delirelor”, iar în 1960, cu René Held la lucrarea „Boli sau bolnav psihosomatic?” 
In anii 1957-1969 Sacha Nacht a fost vicepreședintele Asociației internaționale psihanalitice. După crearea Institutului de psihanaliză din Paris la 1 iunie 1954 și-a radicalizat poziția care îl opunea lui Daniel Lagache și lui Lacan, până la sciziunea în cadrul ședinței din 16 iunie 1953. La inaugurarea Institutului, Nacht  a preluat conducerea acestuia până ce în anul 1952 a fost înlocuit cu Serge Lebovici.  Conflictele din cadrul societății psihanalitice au izbucnit atunci când Nacht a căutat să impună Institutului un model mai medical contrar spiritului multidisciplinar imprimat de Lacan și Lagache. Sub conducerea lui Nacht a fost creat Centrul de diagnostic si tratament  (1954) și Seminarul de perfecționare (1958)
Nacht a fost mentorul unei mari părți din generația următoare de psihanaliști francezi, inclusiv Serge Lebovici, Bela Grunberger, René Diatkine, Julian de Ajuriaguerra, Maurice Bouvet etc.

Nacht a murit la Paris in 1977 la vârsta de 75 ani.
El a fost căsătorit de două ori. Din prima căsătorie i s-a născut în 1935 un fiu, Marc Nacht. La cea de-a doua căsătorie, în 1952, i-au fost martori Jacques Lacan și Sylvia Bataille.

## Scrieri
- Le masochisme, 1938
- De la pratique à la théorie psychanalytique, 1950
- (ed.) La psychanalyse d'aujourd'hui, 1956. Translated as Psychoanalysis of today, 1959.
- La présence du psychanalyste, 1963
- Guérir avec Freud, 1971